# آر براندون جانسون
آر براندون جانسون (انگلیسی: R. Brandon Johnson؛ زادهٔ ۱۴ ژانویهٔ ۱۹۷۴) یک هنرپیشه اهل ایالات متحده آمریکا است. وی از سال ۱۹۹۷ میلادی تاکنون مشغول فعالیت بوده‌است.